# 若柳警察署
若柳警察署（わかやなぎけいさつしょ）は、かつて宮城県警察が管轄していた警察署である。

## 管轄区域
- 栗原市（旧栗原郡若柳町、旧栗駒町、旧鶯沢町、旧金成町区域）

## 沿革
- 1873年（明治6年） - 金成巡邏所として発足。
- 1877年（明治10年） - 金成警察署若柳分署となる。
- 1893年（明治16年） - 若柳警察署として独立。
- 1948年（昭和23年） - 若柳町・岩ヶ崎町・鶯沢村に各自治体警察が設置される。他の地区は「国家警察築館地区警察署」の管轄となる。
- 1951年（昭和26年） - 警察法改正により自治体警察が廃止され、若柳警察署に統合される。
- 1954年（昭和29年） - 現行警察法の施行により「若柳警察署」となる。
- 2006年（平成18年）4月1日 - 登米市に合併した旧・石越町を佐沼警察署へ移管[1]。
- 2025年（令和7年）3月21日 - 栗原警察署の設置により、築館警察署とともに廃止となる[2][3]。

## 組織
宮城県警察組織規程に基づく。
- 会計課 - 会計係
- 警務課 - 警務係、相談係、被害者支援係、留置管理係
- 生活安全課 - 生活安全係
- 地域課 - 地域係
- 刑事課 - 捜査係、鑑識係
- 交通課 - 交通指導係、交通事故捜査係
- 警備課 - 警備係

## 交番
- 署所在地交番
- 栗駒交番

## 駐在所
- 有賀駐在所
- 畑岡駐在所
- 金成駐在所
- 有壁駐在所
- 尾松駐在所
- 沼倉駐在所
- 文字駐在所
- 鴬沢駐在所